# Bohrlochkopf
Ein Bohrlochkopf (engl. wellhead) ist der obertägige Abschluss einer Öl-, Gas- oder Geothermiebohrung.

## Beschreibung
Der Bohrlochkopf ist ein druckhaltendes Bauwerk, das die Ringräume abdichtet und der mechanischen Verankerung der Steigrohre dient. Er bildet die Schnittstelle zu obertägigen Rohrleitungen und anderen Anlagenteilen und ermöglicht den Anschluss von Messeinrichtungen. Darüber hinaus dient es während der Herstellung der Bohrung als Montageplattform für den Bohrlochpreventer. Die Montage des Bohrlochkopfes erfolgt schrittweise während des Erstellens der Bohrung.

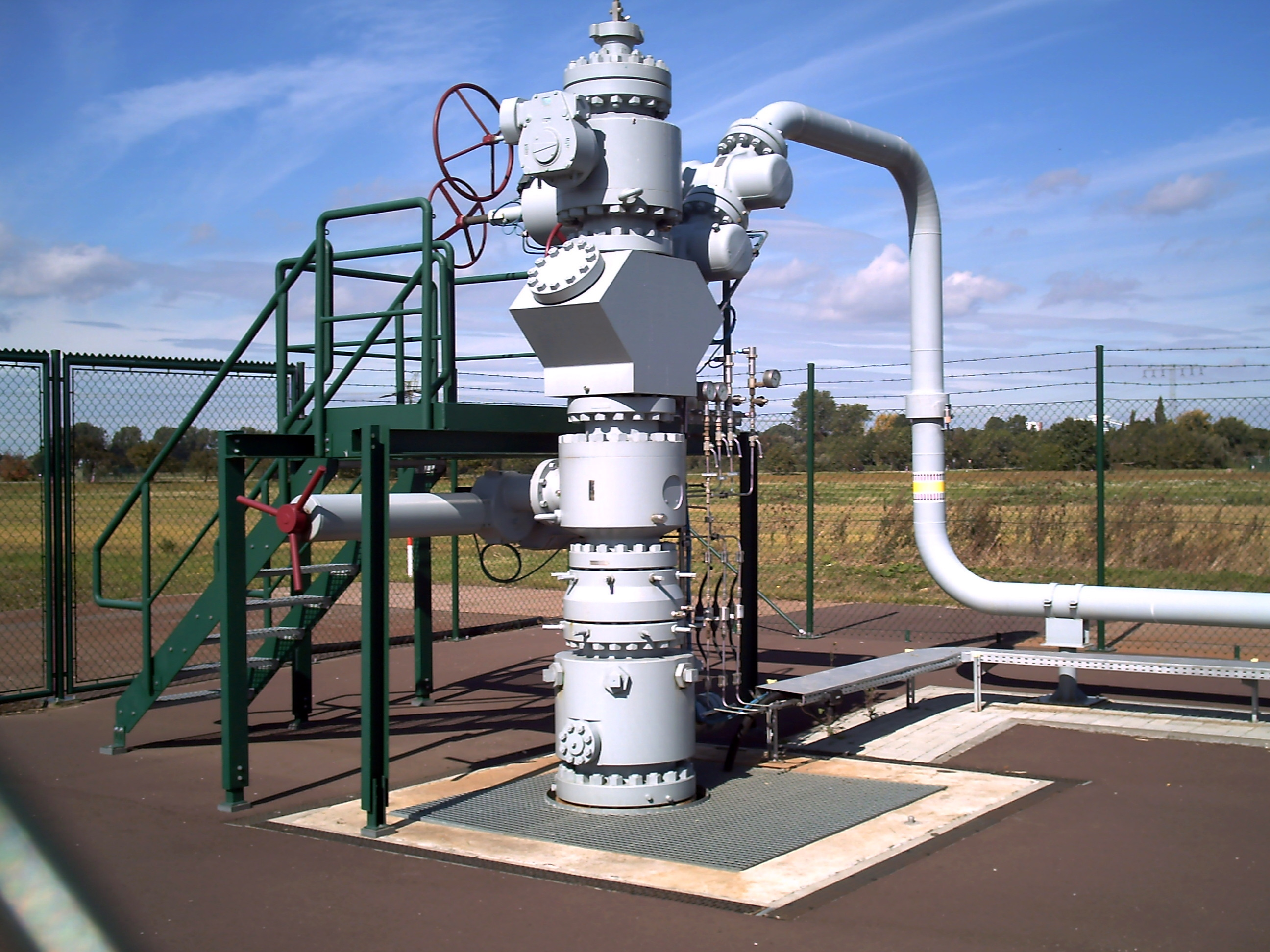
Bohrlochkopf eines Gasspeichers, Etzel Deutschland

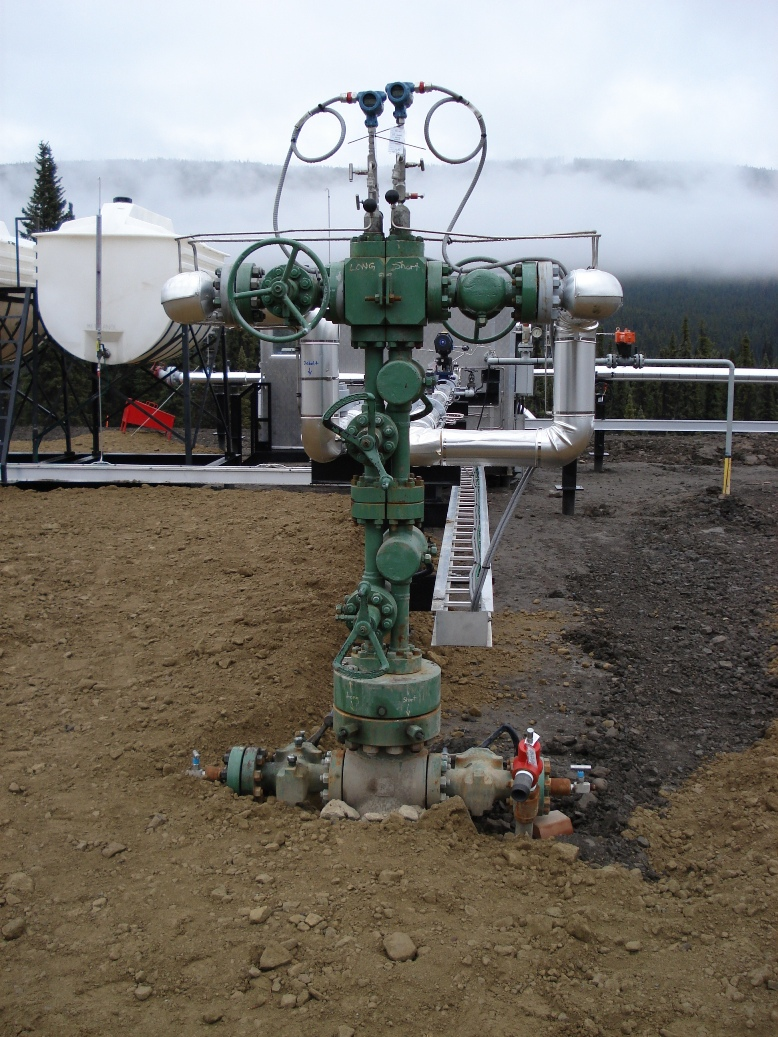
Eruptionskreuz (engl. Christmas tree) einer Ölbohrung

Der Hauptzweck eines Bohrlochkopfes besteht darin, den Aufhängungspunkt und die Druckabdichtungen für die Futterrohre bereitzustellen, welche vom Bohrlochtiefsten einer Sektion bis zu Tage reichen.
Während des Erstellens einer Tiefbohrung wird der Druck an der Oberfläche durch einen Blowout-Preventer (BOP) kontrolliert. Wenn der Druck während des Bohrens nicht durch die hydrostatische Säule der Bohrspülung, die Futterrohre, den Bohrlochkopf und den BOP kontrolliert wird, kann es zu einem Blowout kommen.
Nach dem Erstellen der Bohrung wird diese komplettiert (d. h. fertiggestellt), so dass eine kontrollierte Verbindung zwischen dem Gestein der Lagerstätte und den obertägigen Anlagenteilen entsteht. Die Druck- und Volumenstromregelung an der Oberfläche erfolgt über Ventile und Absperrarmaturen (in ihrer Gesamtheit als Eruptionskreuz bezeichnet) und ermöglicht dem Betreiber die Steuerung der Förderung.
Der Bohrlochkopf wird in der Regel auf die erste Futterrohrtour geschraubt, geschweißt oder geklemmt. Die erste (Anker)rohrtour wird während der Bohrarbeiten einzementiert und bildet so eine integrale Struktur des Bohrlochs.
Bei Explorationsbohrungen, die später aufgegeben und verfüllt werden, kann der Bohrlochkopf zur Wiederverwendung geborgen werden.
Offshore-Bohrlochköpfe, die sich auf der Förderplattform befinden, werden als Surface-Wellheads bezeichnet, während sie unter Wasser als Subsurface-Wellheads oder Subsea-Wellheads bezeichnet werden.

## Komponenten
Die wichtigsten Komponenten eines Bohrlochkopfs sind:
- Bodenflansch
- Casing Hanger
- Choke Manifold
- Gummiabdichtpackungen
- Prüfstopfen, Manometer und Wartungs-/ Überwachungseinrichtungen
- Tubing Heads
- Tubing Hangers
- Tubing Head Adapter

## Funktionen
Ein Bohrlochkopf hat je nach Projektanforderungen eine Vielzahl von Funktionen, u. a:
1. Bietet die Möglichkeit, weitere Verrohrungen abzuhängen (die Verrohrung ist das fest installierte Rohr, mit dem das Bohrloch ausgekleidet wird, um den Druck zu halten und einen Einsturz während der Bohr- und Betriebsphase zu verhindern).
2. Bietet eine Möglichkeit, die Produktionsrohre (Tubing) abzuhängen (Produktionsrohre sind herausnehmbare Rohre, die in das Bohrloch eingebaut werden und durch die Bohrflüssigkeiten fließen).
3. Bietet ein Mittel zur Druckabdichtung und Isolierung zwischen den Futterrohren an der Oberfläche, wenn mehrere Rohrstränge verwendet werden.
4. Ermöglicht die Drucküberwachung und den Zugang zu den Ringräumen zwischen den verschiedenen Futterrohrsträngen.
5. Ermöglicht die Installation eines Blowout-Preventers während des Bohrens.
6. Ermöglicht die Installation eines Eruptionskreuzes für die Produktion.
7. Bietet sicheren Zugang zum Bohrloch.
8. Bietet eine Möglichkeit zur Befestigung einer Bohrlochpumpe (z. B. einer Tauchkreiselpumpe oder einer Tiefpumpe)

## Spezifikation
Die Spezifikationen der Ölindustrie für Bohrlochkopfsysteme (Werkstoffe, Abmessungen, Prüfverfahren und Druckstufen usw.) sind:
1. API 6A, 21th Edition, November 2021; Specification for Wellhead and Christmas Tree Equipment
2. ISO 10423:2009 Wellhead and Christmas Tree Equipment
3. BVEG, Leitfaden Bohrungsintegrität, Stand: 07/2021

Im Allgemeinen werden Bohrlochköpfe speziell für die Projektanforderungen dimensioniert. Die wichtigsten Merkmale sind der maximal zu erwartende Kopfdruck und die Fördertemperatur des geförderten Fluids.